# 애마부인 3
"애마부인 3"(Ae-ma Woman 3)은 한국에서 제작된 정인엽 감독의 1985년 드라마 영화이다. 김부선 등이 주연으로 출연하였고 최춘지 등이 제작에 참여하였다.

## 출연

### 주연
- 김부선
- 이정길

### 조연
- 오혜민
- 진봉진
- 박원숙
- 장승화
- 김진태
- 최종원

## 기타
- 원작자: 이문웅
- 제작부장: 신승호
- 제작담당: 박희섭
- 촬영부: 허문영
- 촬영부: 조찬규
- 촬영부: 김기만
- 조명: 손영철
- 조명부: 전명천
- 조명부: 이상율
- 조명부: 이재봉
- 조명부: 김병운
- 스크립터: 곽은혜
- 조감독: 강우석
- 조감독: 이하영
- 조감독: 이정욱
- 녹음: 김경일
- 녹음: 김경일
- 주제가: 이미배
- 소품: 박찬영
- 미용: 헤어뉴스
- 미용: 이상일
- 의상: 하용수
- 네가편집: 이동원
- 효과: 김경일